# 스타우드 호텔 & 리조트
스타우드 호텔 & 리조트(Starwood Hotels and Resorts Worldwide)는 세계 규모로 전개하는 미국의 대형 호텔 체인이다. 산하 브랜드로 쉐라톤 및 웨스틴 등이 있다. 2016년 매리엇 인터내셔널에 인수됐다.